# Arrondissement de Parchim
L’arrondissement de Parchim est un ancien arrondissement (Landkreis en allemand) de Mecklembourg-Poméranie-Occidentale (Allemagne).
Son chef-lieu était Parchim. Il a fusionné le 4 septembre 2011 pour former avec l'ancien arrondissement de Ludwigslust le nouvel arrondissement de Ludwigslust-Parchim, dont le chef-lieu est encore Parchim.

## Villes, communes et communautés d'administration
(nombre d'habitants en 2006)
Communes non fusionnées
- Parchim, ville * (19 187)

Communes fusionnées avec les communes membres
* Siège de l'administration
| - 1. Amt Banzkow 1. Banzkow * (2 132) 2. Plate (3 544) 3. Sukow (1 514) - 2. Amt Crivitz 1. Barnin (479) 2. Bülow (394) 3. Crivitz, ville * (4 806) 4. Demen (1 106) 5. Friedrichsruhe (971) 6. Tramm (618) 7. Zapel (460) - 3. Amt Eldenburg Lübz 1. Gallin-Kuppentin (613) 2. Gischow (296) 3. Granzin (536) 4. Herzberg (374) 5. Karbow-Vietlübbe (440) 6. Kreien (425) 7. Kritzow (551) 8. Lübz, ville * (6 132) 9. Lutheran (335) 10. Marnitz (836) 11. Passow (773) 12. Siggelkow (1 019) 13. Suckow (663) 14. Tessenow (703) 15. Wahlstorf (152) 16. Werder (431) | - 4. Amt Goldberg-Mildenitz 1. Diestelow (491) 2. Dobbertin (1 303) 3. Goldberg, ville * (3 616) 4. Mestlin (907) 5. Neu Poserin (599) 6. Techentin (604) 7. Wendisch Waren (404) - 5. Amt Ostufer Schweriner See 1. Cambs (734) 2. Dobin am See (1 990) 3. Gneven (403) 4. Godern (337) 5. Langen Brütz (511) 6. Leezen * (2 227) 7. Pinnow (1 629) 8. Raben Steinfeld (1 141) - 6. Amt Parchimer Umland (Siège : Parchim) 1. Damm (546) 2. Domsühl (1 132) 3. Grebbin (525) 4. Groß Godems (394) 5. Groß Niendorf (248) 6. Karrenzin (657) 7. Lewitzrand (1 528) 8. Rom (908) 9. Severin (279) 10. Spornitz (1 479) 11. Stolpe (404) 12. Ziegendorf (751) 13. Zölkow (674) | - 7. Amt Plau am See 1. Barkhagen (611) 2. Buchberg (631) 3. Ganzlin (582) 4. Plau am See, ville * (5 804) 5. Wendisch Priborn (472) - 8. Amt Sternberger Seenlandschaft 1. Blankenberg (451) 2. Borkow (536) 3. Brüel, ville (3 022) 4. Dabel (1 458) 5. Hohen Pritz (501) 6. Kobrow (478) 7. Kuhlen-Wendorf (1 007) 8. Langen Jarchow (284) 9. Mustin (501) 10. Sternberg, ville * (4 619) 11. Weitendorf (493) 12. Witzin (519) 13. Zahrensdorf (385) |